# Якобій Аркадій Іванович
Аркадій Іванович Якобій (22 вересня 1827–1907)  — гігієніст родом з Казані. Професор Казанського і Харківського (1872—1885) університетів, засновник першої кафедри гігієни. Доктор медицини (1860), заслужений професор (1890).
Початкову освіту отримав вдома. Закінчив у 1847 фізико-математичний факультет Казанського університету, навчався з 1857 у Петербурзькій медико-хірургічній академії, згодом у Вюрцбургському університеті. Потім, після повернення до Росії, працював у лабораторії І. М. Сєченова, а далі зайнявся проблемами гігієни у Казанському університеті.
У 1872 А. І. Якобій переїхав до Харкова і 1 лютого 1873 очолив створену кафедру гігієни в Харківському університеті, якою керував до 1885, після чого знову повернувся до Казанського університету. На кафедрі гігієни Харківського університету А. І. Якобію вдалося організувати науково-педагогічний процес, зважаючи на те, що кафедра гігієни отримали свій статут тільки у 1874. В лабораторіях кафедри проводилися дослідження з вивчення окисності води, визначення вуглекислоти в ґрунті, якості хліба харківського ринку та ін.
Сфера наукових інтересів А. І. Якобія була різнопланова. Його роботи з питань гігієнічних методик «Про вентиляційні формули (математичне дослідження)» і «Методика дослідження пористості хліба» широко використовувалися в гігієнічній практиці. Він написав «Курс общественной гигиены» (X. 1885).
Фізіологічним питанням присвячено ряд робіт, зокрема, «Дослідження фізіологічних явищ смерті тварин при охолодженні», проведене в лабораторії І. М. Сєченова, та «Про подразнення хімічними речовинами чутливих нервових ниток жаби» (1860), здійснене в лабораторії Дюбуа-Раймонда, за яку А. І. Якобію Медико-хірургічна академія присвоїла ступінь доктора медицини.
А. І. Якобій також займався питаннями епідеміології дифтерії, дослідженнями малярії серед населення Сумського повіту, причинами вимирання інородницьких племен Півночі, Північного Кавказу, профілактичними заходами проти поширення сифілісу.